# Orejón
Orejón (/=uhonje/, Coto), indijansko pleme u prašumama uz rijeke Yanayacu, Sucusari, Algodón i Putumayo u peruanskom departmanu Loreto, u distriktima Mazan, Napo, Putumayo i pebas. Jezično se klasificiraju porodici tukano.
Orejóni su su svoje ime dobili po velikim kolutovima koje nose u uglavljene u ušima, dok sami sebe nazivaju Maijuna. Prve misije među njima utemeljuju rimokatolički misionari 1680.-tih godina, ali ih oni 1720.-tih napuštaju iz straha da ne padnu u roblje. Sredinom 18.-tog stoljeća kao i kasnnog 19. i ranog 20.-tog stoljeća pogodilo ih je nekoliko epidemija, pa im je broj 1925. sveden na oko 500.
Slično drugim šumskim zajednicama supsistencija im počiva na lovačkoj i hortikulturnoj ekonomiji, a u novije vrijeme i potraga za poslom u civilizaciji, što je rezultiralo da postaju dvojezični u quechua ili španjolskom jeziku, kao i porastom ženidbi van matične plemenske zajednice.
Populacija iznosi 228 (1933)